# 앨리스: 원더랜드에서 온 소년
"앨리스: 원더랜드에서 온 소년"은 2015년에 개봉한 대한민국의 영화이다.

## 캐스팅
- 홍종현 : 환(煥) 역
- 정소민 : 혜중(慧仲) 역
- 정연주 : 수련(守戀) 역
- 박현숙 : 순미(고모) 역
- 이승연 : 무녀 역
- 서갑숙 : 할머니 역
- 장서원 : 혜중아빠(김순호) 역
- 김준형 : 헤중엄마 역
- 이고은 : 여자아이 역
- 김하린 : 관리인부인 역
- 손종범 : 중개인 역
- 이상희 : 중개인 노인 역 (특별출연)